# Paulay Ede
Lőcsefalvai Paulay Ede (Tokaj, 1836. március 12. – Budapest, 1894. március 12.) színész, rendező, dramaturg, színészpedagógus, igazgató, fordító, a budapesti Nemzeti Színház főigazgatója, a Kisfaludy Társaság tagja. Paulay Erzsi színésznő apja.

## Élete
Édesapja Paulay György kincstári tisztviselő, a sóhivatal pénztárnoka, mázsamesteri beosztásban sóellenőr, édesanyja Zahorai Mária volt. Edét 1836. március 15-én kereszteltették meg, aki a legidősebb volt a házaspár öt fiúgyermeke közül.
A gimnáziumot Sátoraljaújhelyen, Budán és Kassán végezte. Szülei akarata szerint az egyházi pályára, a premontrei rendbe kellett volna lépnie, 1851-ben Kassán mégis színész lett. Álnevet vett fel, és tíz évnél tovább volt a vidéki színpad kedvelt művésze; bejárta Kolozsvár, Szeged, Debrecen, Győr színpadait. 1854 szeptemberében a Láng Boldizsár által vezetett társulnak volt a tagja, novemberben már saját nevén szerepelt. 1856 májusában a Havi-Hegedüs társulatnál játszott, 1858 márciusában pedig a Latabár Endre társulatnak volt tagja. 1859-ben Kolozsváron lépett fel, de 1860-ban újból Latabáréknál szerepelt. 1861 szeptemberében a Follinus János-féle társulatban lépett színpadra Kolozsváron, nyáron pedig Marosvásárhelyt és Nagyváradon láthatta a közönség.
1859-ben, Debrecenben feleségül vette a nála hét évvel idősebb Gvozdanovits Juliát (aki korábban Jánosi Emilné volt).
1860-tól 1863-ig a kolozsvári állandó színháznak volt szerződött tagja, mint elsőrangú drámai színész, majd mint rendező. 1863 augusztusában meghívást kapott a budapesti Nemzeti Színházhoz, ahol néhány nagyobb szerepben, úgymint Hamlet, Bánk bán, Rang és mód, Seneterre marquisban annyira megnyerte a közönség tetszését, hogy nejével együtt (aki 1880. május 1-jén történt haláláig volt tagja a Nemzeti Színháznak) már szeptember 1-től szerződtették.
1864-ben a Drámabíráló Bizottság tagja lett.
1868-ban Radnótfáy Sámuel, a Nemzeti Színház igazgatója nevezte ki rendezővé. 1868. március 11-én került színre első munkája, a Hamlet. Ez volt az Arany János-féle fordítás első színpadi bemutatója.
Paulay mint színész a pesti színpadon nem emelkedett első rangra, de rendezőként is működött 1873-ig.
1868 és 1873 között színpadra vitte többek közt a Bánk bánt, az Othellót, a Szentivánéji álmot, a Rómeó és Júliát. Kellemetlen intermezzo zajlott le 1873 márciusában, amikor a Salome rendezése idején Paulayval egyik súgója tréfálkozott, s a méltatlannak vélt ugratás következtében a súgót megverte. Ez azt eredményezte, hogy rendezői tevékenységét azonnali hatállyal be kellett fejeznie. Állása csupán nyugdíjjogosultsága miatt maradt meg. Az esetről Paulay Jókai Mórnak is beszámolt egyik levelében.
1877 augusztus havától Szigligeti Ede drámai igazgató alatt állandó drámai főrendező lett; miközben a színészi pályáról is távozott, mert főrendező nem lehetett többé működő színész. Tevékenységét egészen az országos színi iskolának szentelte, ahol mint tanár és aligazgató működött. 1872-ben belügyminiszteri meghatalmazással nagyobb tanulmányutat tett Francia-, Német- és Olaszországban, hogy Bécs, München, Lipcse, Berlin, Drezda, Párizs és London színházait meglátogassa, és működési struktúrájukról, munkamódszereikről jelentést írjon. 1876-ban ismét Párizsba és Londonba utazott, s hamarosan nemzetközi szaktekintéllyé vált.
Kapcsolatban állt Heinrich Laubéval, a korszak egyik leghaladóbb német színházi emberével. Paulay a sztárkultusszal ellenben a társulati egység szerepére helyezte a hangsúlyt, és az egyéni csillogás helyett az összjáték fontosságát helyezte előtérbe, ezzel némi puritanizmust vitt az előadások díszletvilágába. Míg a 19. század elején inkább a hagyományos, kántáló jellegű beszédmód uralkodott, az egyszerűségnek köszönhetően kialakult a természetes színpadi beszéd. Paulay az ún. meiningeni stílust alkalmazta, amely a kor nagy újításának számított. Lényege az volt, hogy rendezéseiben a történeti hűségre törekedjen.
Amikor Szigligeti 1878. január 19-én meghalt, Podmaniczky Frigyes őt nevezte ki a Nemzeti Színház drámai igazgatójának; amikor pedig az opera átköltözött újonnan épült Andrássy úti díszes hajlékába, a Nemzeti Színház főigazgatója lett. Ezen állását haláláig töltötte be.
Második neje Adorján Berta drámai színésznő volt, akit 1884. június 22-én vett feleségül, és aki halála után 1895. október 15-től ismét a Nemzeti Színház kebelébe lépett.
1881-ben megkapta őfelségétől a Ferenc József-rend lovagkeresztje kitüntetést. 1888-ban elnöke lett az Írók és Művészek Társaságának.
A színművészek oktatásában is szerepet vállalt: a Színitanodának alapításától, 1863-tól tanára és titkára, majd 1874-től aligazgatója volt. Tagja volt 1876-tól a Petőfi Társaságnak is. Az 1893-ban utódintézményként megalakult Színművészeti Akadémiának ő volt az első igazgatója. A Kisfaludy Társaság 1882. február 8-án választotta meg rendes tagjának.
Legnagyobb érdeme marad a régibb magyar drámai irodalom fölelevenítése, elavult nyelvű, de még hatást ígérő darabok korszerűsítése által. Számos színdarabot magyarra fordított és sok szakcikke jelent meg.
1894. március 12-én délután fél négykor hunyt el, örök nyugalomra 14-én délután a római katolikus egyház szertartása szerint a Kerepesi temetőben.
Síremlékét (a domborművet Margó Ede mintázta) 1897. november 26-án leplezték le.

## A magyar drámáért

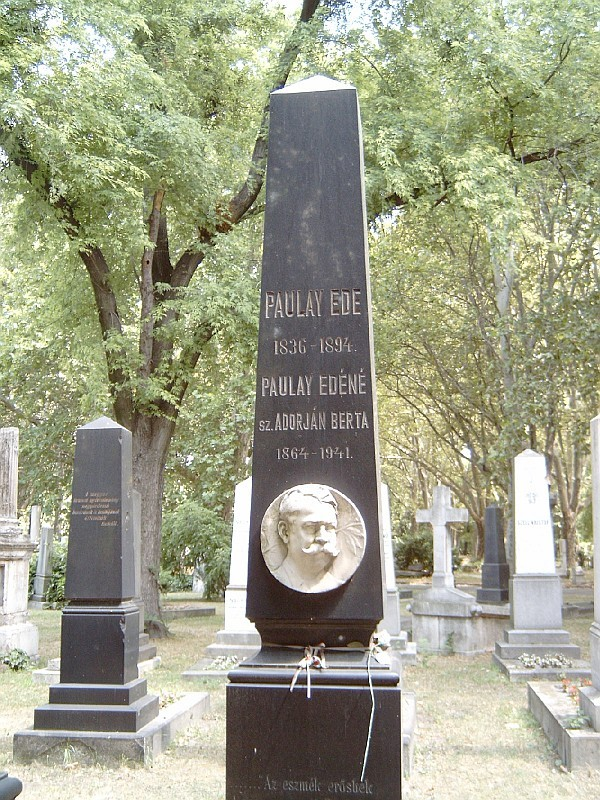
Paulay Ede sírja Budapesten. Kerepesi temető: 34/1-1-2.

Számos világirodalmi klasszikus (például Shakespeare és kortárs remekmű (mint Ibsen drámái) – bemutatásán kívül Paulay sokat tett a magyar drámáért. Csiky Gergely valamennyi drámájának bemutatásán túl műsorra tűzte a következő írók műveit:
- Vörösmarty Mihály:Csongor és Tünde
- Szigeti József
- Berczik Árpád
- Murai Károly
- Rákosi Jenő
- Bartók Lajos
- Váradi Antal
- Dóczy Lajos
- Somló Sándor
- Abonyi Árpád
- Herczeg Ferenc
- Élete fő művének tartják Madách Imre Az ember tragédiája színpadi átdolgozását és első előadását (1883).

## Munkái
- A színészet elmélete. Iskolai kézikönyv a színészeti tanoda növendékei használatára. Pest, 1871.
- Visszapillantás a színészeti tanoda 10 évi működésére. A tanári kar megbízásából. Uo. 1874.
- Csongor és Tünde. Színmű a magyar regevilágból Irta Vörösmarty Mihály. Színre alkalmazta... Uo. 1881. (1894 májusában volt a budapesti Nemzeti Színházban a századik előadása).
- Don Juan, Ruiz de Alarcon y Mendoza, spanyolból ford. Győry Vilmos, színre alkalmazta (1891. szept. 9.)

### Fordításai
- Forestier Pál. Színmű 4 felv. Augier E. után ford. Uo. 1871 (Nemzeti Színház Könyvtára 2. Először adták a bpesti nemzeti színházban 1870. dec. 30).
- Júlia, dr. 3 felv. Feuillet Octave után ford. Uo., 1871 (N. Színház K. 14.).
- Laury Kisasszony vagy a várfalak között. Dráma 5 felv. Mosing C. után ford. uo., 1871 (N. Sz. Kvtára 18. Először szept. 1.).
- Bajazet. Szomj. 5 felv. Racine után ford. és életrajzával bevezette. Uo., 1872 (Racine színművei 1. Először a nemzeti színházban 1881. nov. 17.)
- Galiléi. Dr. 3 felv. Ponsard után ford. Uo., 1873 (Először a nemzeti színházban 1869. ápr. 2.)
- Dolores. Dr. 5 felv. versekben. Weilen József után ford. Uo., 1874 (N. Színház Kvtára 49. Először jún. 5.)
- Marcel. Dr. 1 felv. Sandeau Gy. után ford. Uo., 1874 (N. színház kvtára 59.)
- Iphigenia. Szomj. 5 felv. Racine után ford. Uo., 1875 (Racine színművei 3.)
- Figaro házassága vagy egy napi bolondság. Vígj. 5 felv. Beaumarchais után ford. Uo., 1876 (Olcsó Könyvtár 26. Ism. Figyelő X. Először a bpesti nemzeti színházban 1880. márc. 12.)
- A szeleburdi, vagy mindent rosszkor, Bohózat 5 felv. Molière után ford. Uo., 1877 (Molière vígjátékai 7. Először a bpesti nemzeti színházban jún. 20.)
- A legyőzött Róma. Trag. 5 felv. Irta Parodi. Uo., 1878 (Nemzeti Színház Könyvtára 115. Először aug. 23.)
- Ne fogadj fel soha semmit. Vígj. Francziából ford. Uo., 1879 (Olcsó K. 87.)
- Sevillai borbély, Vígj. Beaumarchais után francziából ford. Uo., 1881 (Olcsó K. 121. Először 1881. jan. 30.)
- Fedora. Dr. 4 felv. Sardou Victorien után ford. Uo., 1898 (Fővárosi Színházak műsora 20.)
- Francillon. Írta Dumas Sándor, ford. uo., 1898 (Fővárosi Színházak Műsora 59.)
- Mirabeau ifjúsága, színmű 4 felv. Langlé Aylic és Deslandes után franciából (Először adták a pesti nemzeti színházban 1866. ápr. 13.)
- A jó falusiak, színmű 5 felv., Sardou V. után ford. (Szerdahelyi Kálmánnal együtt. Először 1867. nov. 15.)
- Drahomira, szomj. 5 felv. Weilen J. után ford. (Először 1868. okt. 23.)
- A testvérek, színmű 1 felv. Goethe után (Először 1869. jún. 23.)
- A haza, tört. dr. 5 felv., Sardou V. után ford. (Szerdahelyi Kálmánnal. Először 1870. okt. 28)
- Alfonz úr, vígj. 3 felv. Dumas S. után ford. (Először 1874. ápr. 1.);
- A cremonai hegedűs, dr. 1. felv., írta Coppé F. ford. (Először 1877. jan. 5.)
- A munkások, dr. 1 felv. Manuel Ö. után (Először 1878. nov.)
- Borbála, vígj. 3. felv. Musset A. (Először 1881. nov. 17.)
- Constantin abbé, vígj. 3 f. Írták L. Helevj, H. Cremieux és P. Decourcelle (1888. márc. 9.)
- Válás után, vígj. 3 f. Bisson A. (nov. 16.)
- Pépa, vígj. 3 f. Meilhac és Granderax (1889. máj. 17.)
- A sövény mellől, vígj. 4 f. Blumenthal Oszkár (1890. dec. 19.)
- A megboldogult, vígj. 3 f. A Bisson (1891. máj. 29.)
- A hazug, vagy az igazság is gyanus, vígj. 3 f.
- Musotte, színmű 3 f., Guy de Maupassant és J. Normand (1891. okt. 9.)
- A boszorkány, tört. dr. 5 f. 9 képben Borgeurs A. és Barbir Julianna után (Először 1873. dec. 16.)
- A jogászok és Márton apó, A targonczás, színmű 3 felv. Carmon (1874. ápr. 16.)
- Gringoire, vagy a szellem diadala, színmű 1 felv. Banville F. (1878. jan. 2.)